# Йозеф Гординський
Йозеф Гординський — ц.к. чиновник, староста самбірського округу (1871-1882).
Почесний громадянин міста Ропчиці.